# Eilema oblonga
Eilema oblonga là một loài bướm đêm thuộc phân họ Arctiinae, họ Erebidae.